# صائدة الأحلام (رواية)
صائدة الأحلام (2001) رواية للكاتب الأمريكي ستيفن كينغ، تتميز بعناصر الرعب الجسدي، والإثارة والغزو الفضائي. ساعد الكتاب -الذي كُتب بالحروف المتصلة- الكاتب على التماثل للشفاء من حادث سيارة في عام 1999، واكتمل في نصف سنة. وفقًا للمؤلف في كلمته الختامية، كان عنوان العمل السرطان. أقنعته زوجته، تابيثا كينغ، بتغيير العنوان. صدر فيلم مقتبس عن الرواية في عام 2003.
في عام 2014، أخبر كينغ رولينغ ستون: «لا أحب صائدة الأحلام كثيرًا»، وصرّح أن الكتاب قد كُتب تحت تأثير الأوكسيكودون.

## ملخص الحبكة
في مكان قرب البلدة الخيالية ديري في مين، تروي صائدة الأحلام قصة رفقاء العمر الأربعة: غاري «جونسي» جونس، وبيت مور، وجو «بيفر» كلاريندون وهنري ديفلن. كمراهقين صغار، أنقذ الأربعة دوغلاس «داديتز» كافيل، وهو صبي أكبر سنًا مصاب بمتلازمة داون، من مجموعة من المتنمرين الساديين. عبر صداقتهم الجديدة مع داديتز، بدأ كل من جونسي وبيفر وهنري وبيت مشاركة القوى غير الطبيعية للصبي، بما في ذلك التخاطر، والأحلام المشتركة ورؤية «الخط»، وهو أثر نفسي يتركه البشر بعد تحركهم.
يلتم شمل جونسي وبيفر وهنري وبيت ثانيةً من أجل رحلة صيدهم السنوية في هول إن ذا وول، وهو مستودع معزول في منطقة جيفرسون تراكت. هناك يعلقون ما بين غزو فضائي وكولونيل مجنون في الجيش الأمريكي، أبراهام كورتز. يواجه جونسي وبيفر، الباقيان في الحجرة ريثما يحضر هنري وبيت الإمدادات، ريتشارد مكارثي، وهو غريب مضطرب مصاب بالهذيان، يتجول بالقرب من المستودع خلال عاصفة ثلجية متحدثًا عن الأضواء في السماء.
يتفاقم مرض مكارثي، ضحية الاختطاف الفضائي، ويموت وهو جالس على المرحاض. يلتهم طفيلي من خارج الأرض جسده ليشق طريقه خارجًا منه، ثم لا يلبث أن يهاجم الرجلين، قاتلًا بيفر. يستنشق جونسي أبواغ الفطر المحمر الغريبة التي نشرها الرجل الغريب والطفيلي خاصته في أنحاء المستودع، ويستحوذ كيان فضائي («مستر غراي») على دماغه.
في رحلة العودة من مهمة تأمين الإمدادات، يلتقي هنري وبيت بامرأة مترنحة على نفس شاكلة الرجل الغريب في المستودع. تكون أيضًا مضطربة ومصابة بطفيلي. بعد تحطم سيارتهما، يترك هنري بيت مع المرأة ويحاول الوصول إلى المستودع سيرًا على الأقدام. من هناك، تخبره حواسه التخاطرية أن بيت واقع في ورطة، وأن بيفر قد مات وأن جونسي لم يعد جونسي. يحاول مستر غراي -الذي استولى على جسد جونسي- مغادرة المنطقة. حاول الفضائيون إصابة الأرض مرات عديدة، بدءًا بحادثة روزويل في أربعينيات القرن الماضي، لكن العوامل البيئية دائمًا ما منعتهم، وقد تسترت الحكومة الأمريكية على محاولات الغزو الفاشلة في كل مرة. مع إصابة جونسي، الذي يحتوي الفضائي داخل دماغه وينشر العدوى أيضًا، أصبح مستر غراي ماري تيفوئيد «ناقل العدوى» المثالي، وكان على علم بهذا.
يصبح الأمر منوطًا بهنري -الذي أصبح الآن سجينًا لدى الجيش في الحجر الصحي- في إقناع القوات المسلحة أن تلاحق جونسي/مستر غراي قبل فوات الأوان. يحاول جونسي -الذي أصبح سجينًا في دماغه نفسه- تقديم المساعدة. يعتقد كلاهما أن صديقهما القديم داديتز قد يكون الحل لإنقاذ العالم.